# سکه فارنابازوس با نشان ماهی
سکه فارنابازوس با نشان ماهی مربوط به ناحیه میسیا، بخش کیزیکوس در غرب ترکیه‌است. در زمان هخامنشیان این ناحیه ساتراپی فریگیای هلسپونین نامیده می‌شده‌است. زمان رایج بودن این سکه حدود ۳۹۸-۳۹۶ پیش از میلاد بوده‌است. نوع سکه تترادرهم می‌باشد. وزن آن ۱۴٫۶۷ گرم و قطر آن ۲۲ میلی متر است. سر فارنابازوس با کلاه یا نیم تاج ویژه ساتراپی که در زیر چانه اش بسته شده‌است، بر روی سکه حک شده‌است. در پشت سکه بدنه کشتی به همراه شیر دال و چشم نگهبان، ماهی تن و دلفین‌های خیزان نقر شده‌است.